# 국제 중등 과학 올림피아드
국제 중등 과학 올림피아드(영어: International Junior Science Olympiad, IJSO)는 만 15세 이하 학생을 위한, 국제과학올림피아드 중 하나이다. 제1회 국제대회는 2004년 인도네시아에서 개최되었으며, 참가국들은 각 국당 최대 6명까지 대표를 선발할 수 있다.

## 시험
시험은 3차에 걸쳐서 진행되는데, 각각의 시험은 다른 날에 보며 물리, 화학, 생물 분야의 능력을 평가한다. 최고 점수는 100점이다.
시험의 범위는 대한민국 기준 고등학교 I,II 과목에서 부터 대학교 1학년의 일반물리학, 일반화학, 일반 생물학을 포함한다(본래 일반물리학은 범위가 아니었으나, 2024년도 대회에서 굴림운동 관련 문제가 출제되었음). 실험 같은 경우 역시 범위는 비슷하지만, 분광광도계와 관련된 내용이 추가되어 있다.(2023 출제)

### 1차: 단순이론필기시험
1차 시험은 단순이론필기시험으로서, 약 30문제가량의 4지선다형 문제가 출제되며 출제 비율은 물리 10문항, 화학 10문항, 생물 10문항가량이나 해마다 약간의 차이는 있다. 채점은 정답에 가산 1점, 무응답에 0점, 오답에는 감점 0.25 점이 있고 최고 점수는 (즉, 만점) 30점이다.

### 2차: 심층이론필기시험
심층이론필기시험은 문제수가 변동이 있으나 총 약 10문제가 출제되는데 보통 3~4문제는 물리, 3문제는 화학, 3~4문제는 생물분야에서 출제한다. 최고점수는 30점이다.

### 3차: 실험(실기)시험
실험(실기)시험은 각 국 대표 6명이 3명, 3명으로 짝지어져 한 국가 당 2팀이 시험을 보게 된다. 이때 같은 팀은 무조건 같은 점수를 받게 되는데 최고 점수는 40점이다.

## 시상
시상은 기본적으로 금메달, 은메달, 동메달을 수여하며 특별상으로는 각 부분별(물리, 화학, 생물) 우승자, 심층이론시험 우승자, 실험(실기)실험우승자, 그리고 종합우승자가 있으며 이 3명의 우승자들은 트로피를 갖고 가지만, 1년 후 반납한다. 각 부분별 우승자는 트로피를 소유할 수 있다.

## 특징
원칙적으로는 1국가 당 6명까지 출전시킬 수 있으나, 개최국은 자국이나 타국의 추가 6명을 손님참가팀(Guest)으로 출전시킬 수 있다. 이들 역시 수상할 수 있다.

## 개최2004년-인도네시아자카르타
- 2005년 - 인도네시아 욕야카르타
- 2006년 - 브라질 상파울루
- 2007년 - 타이완 (중화민국) 타이베이
- 2008년 - 대한민국 경상남도 창원
- 2009년 - 아제르바이잔 바쿠
- 2010년 - 나이지리아 아부자
- 2011년 - 남아프리카 공화국 더반
- 2012년 - 이란 테헤란
- 2013년 - 인도 뭄바이
- 2014년 - 아르헨티나 멘도사
- 2015년 - 대한민국 대구
- 2016년 - 인도네시아 발리
- 2017년 - 네덜란드
- 2018년 - 보츠와나
- 2019년 - 카타르 도하
- 2020년 - 독일 (코로나-19로 인한 개최취소)
- 2021년 - 아랍에미리트 두바이
- 2022년 - 콜롬비아 보고타 (우크라이나 개최취소로 장소 변경됨)
- 2023년 - 태국 방콕
- 2024년 - 루마니아 부쿠레슈티
- 2025년 - 러시아 소치(예정)